# يحيى حسين العرشي
يحيى حسين العرشي (و. 1947  م) هو دبلوماسي، وسياسي ووزير يمني سابق. يشغل منذ 2008 منصب عضو مجلس الشورى (الغرفة الثانية للبرلمان اليمني).
ذُكِر في المقدمة أعلاه أن يحيى العرشي ولد في سنة 1947، غير أن مصادر أخرى حددت تاريخ ميلاده في 22 مايو 1948 في صنعاء القديمة، حي القُزالي، حيث درس فيها وفي ذمار وزبيد.
فقد درس في صنعاء في مدرسة الزمر ومدرسة الإصلاح على أيادي اساتذة أفاضل مشهورين في تلك الفترة منهم الاستاذ عبدالله الخروش والاستاذ العطاب والاستاذ عبدالله الذماري وآخرون. ولما بلغ السن الثامنة أنتقل إلى مديرية مغرب عنس (ظبه) بمحافظة ذمار حيث كان أخوه القاضي عبدالكريم العرشي (السياسي والبرلماني الكبير لاحقاً) قد عُيِّن عامل وحاكم هناك وكان يصاحبه في تنقلاته من منطقة إلى أخرى باعتباره كان ولي أمره، ومكث في مغرب عنس خمس سنوات تقريباً، وهناك درس على يدي أخيه القاضي عبدالكريم والقاضي يحي أحمد الصديق الذي كان مساعدًا لأخيه، كما كان الاستاذ عبدالله الذماري يمده من صنعاء بيعض الكتب، مثل النحو الواضح والقراءة الرشيدة وغيرها. كما أتيحت له الفرصة للاطلاع على كتب لأشهر المؤلفين والكتاب حينذاك مثل العقاد، وسيد قطب، والمنفلوطي، وطه حسين، وخالد محمد خالد وغيرهم. بعد ذلك انتقل الى ذيبين (حاشد) ومكث فيها ما يزيد عن عام، بعدها أنتقل الى جبل رأس ثم إلى زبيد، وفي زبيد درس في مدرسة الاشاعر و كانت حينذاك مدرسة لها شأن، وفيها درس اللغة العربية والفقه والسيرة والحديث ونحو ذلك على عدد من الاساتذة الكبار، وبعدها انتقل الى ذمار.

## الوظائف العامة والمناصب السياسية التي تقلدها
شغل يحيى العرشي العديد من الوظائف خلال فترة الخمسة والخمسين عاماً الماضية:
- ففي العام 1965 عُيِّن مديرًا عامًا في محافظة الحديدة، ثم عُين عام 1968 مدير عام لمصلحة الشؤون الاجتماعية والعمل التي شارك في تأسيسها، ثم تعين وكيلاً فرئيسًا لمصلحة الضرائب من 1970 حتى 1973، بعدها عُيِّن رئيسًا للجنة المالية والاقتصادية العليا التابعة للمجلس الجمهوري، وعضوًا في مجلس إدارة البنك اليمني للإنشاء والتعمير.
- في عام 1974 اقترح على الرئيس ابراهيم الحمدي إنشاء الجهاز المركزي للرقابة والمحاسبة، ووافق الحمدي على المقترح وكلَّفه بإنشاء الجهاز وعينه رئيسًا له.
- في العام 1976 عُيّن وزيرًا للإعلام، ثم وزيرًا للإعلام والثقافة بعد إعادة تشكيل وزارة الإعلام وضم الثقافة إليها بموجب مقترح منه للقيادة السياسية. غير أنه استقال من الوزارة منتصف 1977، وتم تعيينه في العام 1978 محافظًا لمحافظة إب، ثم رئيسًا لمجلس إدارة المؤسسة العامة للمياه والمجاري.
- في العام 1979 (بداية عهد الرئيس علي عبد الله صالح)، عيّن ثانية وزيرًا للإعلام والثقافة، ورئيسًا لمجلس إدارة المؤسسات الإعلامية والسياحية، غير أنه استقال من الوزارة ثانية أواخر العام 1980.
- 1981- 1984، عمل سفيراً لدى المملكة المغربية، وسفير غير مقيم في غينيا وموريتانيا، ثم سفيرًا في ألمانيا الاتحادية.
- 1984 عُيّن وزيرًا لشؤون الوحدة اليمنية، حتى قيام الوحدة اليمنية عام 1990.
- 1993-1990 وزيرًا للدولة لشؤون مجلس الوزراء، في حكومة العطاس الأولى، بالإضافة إلى عضويته في المجلس الأعلى للشؤون الاقتصادية والنفطية والاستثمارية.
- 1994-1993 وزيرًا للخدمة المدنية والإصلاح الإداري في حكومة العطاس الثانية، ورئيس مجلس أمناء المعهد الوطني للعلوم الإدارية.
- 1994-1997 وزيرًا للثقافة والسياحة في حكومة عبد العزيز عبد الغني.
- 1997 عُيّن سفيرًا لدى الجمهورية التونسية، ثم في 2002 سفيرًا لدى دولة قطر
- 2008 عُيّن عضوًا في مجلس الشورى.

## الأنشطة التنظيمية والثقافية والاجتماعية[6]
وفي المجالات التنظيمية والثقافية والاجتماعية عمل العرشي في وظائف عديدة، منها:
- عضو في لجنة إعداد مشروع الميثاق الوطني عام 1979، ثم عضو في اللجنة الدائمة ومقرِرًا للجنة السياسية في حزب المؤتمر الشعبي العام منذ 1988.
- عضو في منظمة مناضلي الثورة اليمنية والدفاع عن الوحدة اليمنية.
- عضو في مجلس السلم والتضامن اليمني، وشارك في عدد من المؤتمرات العربية والإسلامية والدولية.
- عضو في مجلس أمناء مركز الدراسات والبحوث اليمني منذ 1984، وعضو في مجلس أمناء بعض المدارس الأهلية.
- عضو في مجلس جامعة صنعاء وبعض الجامعات الأهلية.
-عضو في مؤسسة البحث العلمي منذ عام 1996، وفي مجلس أمناء مؤسسة العفيف الثقافية وعضو المجلس العلمي فيها منذ عام 2000، ومستشارًا لتحرير مجلة "دراسات يمنية".
- عضو في اللجنة الثقافية لجمعية حماية صنعاء القديمة والآثار والتراث،
- من مؤسسي الحركة التعاونية، حيث انتخب نائبًا لرئيس الهيئة الإدارية لتطوير مدينة صنعاء حتى عام 1987.
- عضو مؤسس لجمعية الهلال الأحمر اليمني عام 1970، كما اختارته الجمعية رئيسًا فخريًّا لها مدى الحياة.
- عضو مؤسس في الجمعية الوطنية لمواجهة ظاهرة تعاطي القات.

## من مؤلفاته
- اليمن الواحد؛ كتاب وثائقي صدر عن دائرة التوجيه المعنوي- صنعاء، في أربع طبعات، ط4، 1990.
- الوحدة والاستقلال، صدر عن دائرة التوجيه المعنوي، عام 2013.
- صفحات من الماضي، ثلاثة أجزاء، طبع بمطابع اليمن الحديثة، صنعاء 2017.
وله عدد من الدراسات والبحوث، كنا شارك في تحرير مواد كتاب «الموسوعة اليمنية»، الصادرة عن مؤسسة العفيف الثقافية.

## الأوسمة
حصل على عدد من الأوسمة والدروع والميداليات، ومن بينها: وسام الوحدة اليمنية، ودرع الفضائية اليمنية.
وسام الجمهورية من جمهورية مصر العربية.
وسام من المملكة المغربية.
وسام الصنف الأول من الجمهورية التونسية.

## طالع أيضًا
- الحكومات اليمنية خلال أربعين عامًا، ضياء الصلوي، وكالة سبأ للأنباء.